# Вальдзее (Пфальц)
Вальдзее (нем. Waldsee) — община в Германии, в земле Рейнланд-Пфальц.
Входит в состав района Рейн-Пфальц. Подчиняется управлению Вальдзее. Население составляет 5340 человек (на 31 декабря 2010 года). Занимает площадь 12,93 км².

## История
14 июня 1945 года здесь произошла торжественная встреча союзников по антигитлеровской коалиции: командующий 4-й гвардейской армии встречался с командующим американской армией. В честь этой встречи лётчиками 136-й штурмовой авиационной дивизии был устроен воздушный парад над пунктом встречи. В параде участвовало 57 самолётов.

## Города-побратимы
- Рюффек (Франция)